# Grotte marine de Mayotte
La grotte marine de Mayotte est une grotte sous-marine découverte en 2016 à Mayotte.

## Description
La grotte, découverte à 50 mètres de profondeur, se serait formée il y a 20 000 ans, lorsqu'en période de glaciation le niveau des océans était situé 120 mètres plus bas qu'aujourd'hui. La grotte présente de petites stalactites en forme de nouilles, et de grosses stalagmites en forme de en « piles d'assiettes ».